# Dolovo (Pančevo)
Pour les articles homonymes, voir Dolovo.
Dolovo (en serbe cyrillique : Долово) est une localité de Serbie située dans la province autonome de Voïvodine et sur le territoire de la ville de Pančevo, district du Banat méridional. Au recensement de 2011, elle comptait 6 132 habitants.
Dolovo est officiellement classé parmi les villages de Serbie.

## Démographie

### Évolution historique de la population
| 1948  | 1953  | 1961  | 1971  | 1981  | 1991  | 2002  | 2011  |
| ----- | ----- | ----- | ----- | ----- | ----- | ----- | ----- |
| 5 983 | 6 273 | 6 766 | 6 582 | 6 836 | 6 790 | 6 835 | 6 132 |

|  |